# كأس دورة الأردن الدولية
أقيمت بطولة الأردن الدولية تحت مسمى الكأس المصرية الأردنية في ستاد عمان الدولي عام 1986، وشارك فيها أنديه الجزيرة والأهلي من الأردن والزمالك والأهلي من مصر.. وكانت تقام بنظام دوري من دور واحد، وأحرز الزمالك اللقب بعد فوزه علي الجزيرة والأهلي الأردنيين بنتيجة 3/0 و 1/0 علي التوالي. والتقى الأسد الأبيض مع الأهلي المصري في المباراة الأخيرة في ختام الدورة وكان أمام الزمالك فرصتين إما الفوز أو التعادل وانتهت المباراة بالتعادل وفاز الزمالك باللقب، ثم كرر فوزه بالبطولة مرة ثانية في العام التالي 1987.